# Vallo di Atanarico

Il Vallo di Traiano Inferiore (il Vallo di Atanarico sulla mappa) si trovava appena a nord del delta del Danubio

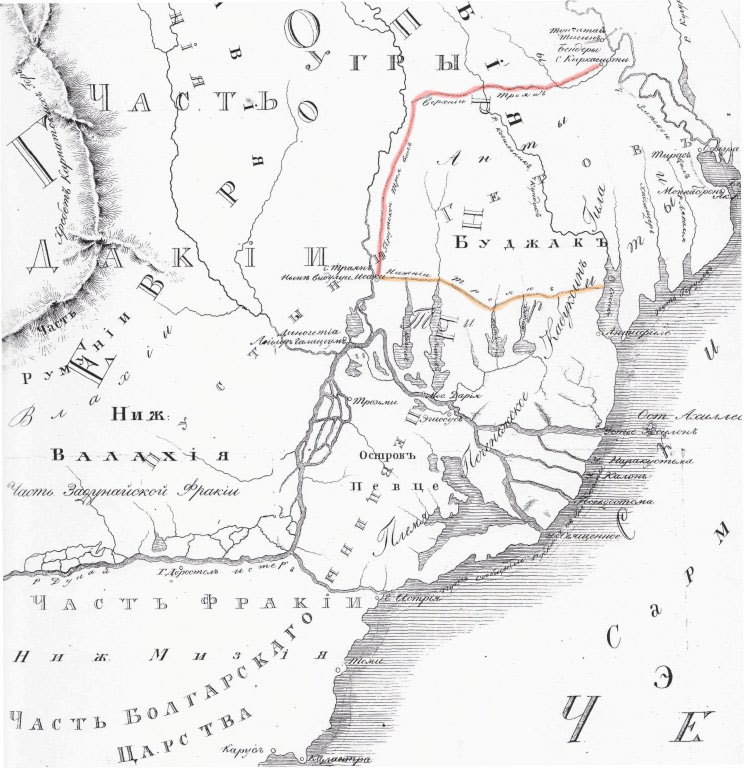
Mappa delle mura "romane" a nord del delta del Danubio

Il Vallo di Atanarico, chiamato anche Vallo di Traiano Inferiore o Vallo di Traiano Meridionale, era una linea di fortificazione probabilmente eretta dal re dei Tervingi Atanarico tra le rive del fiume Gerasio (l'odierno Prut) e il Danubio fino alla terra di Taifali (l'odierna Oltenia). Molto probabilmente il Vallo di Atanarico riutilizzò l'antico limes romano denominato Limes Transalutanus.

## Struttura
Lo storico Theodore Mommsen scrisse che i Romani costruirono un muro difensivo dal delta del Danubio fino a Tyras. Egli scrisse: «Il Vallo, che, con tre metri di altezza e due di spessore, con un ampio fossato esterno e molti resti di fortificazioni, si estendono in due linee quasi parallele [...] dal Pruth al Dniester... potrebbero essere anche romane».

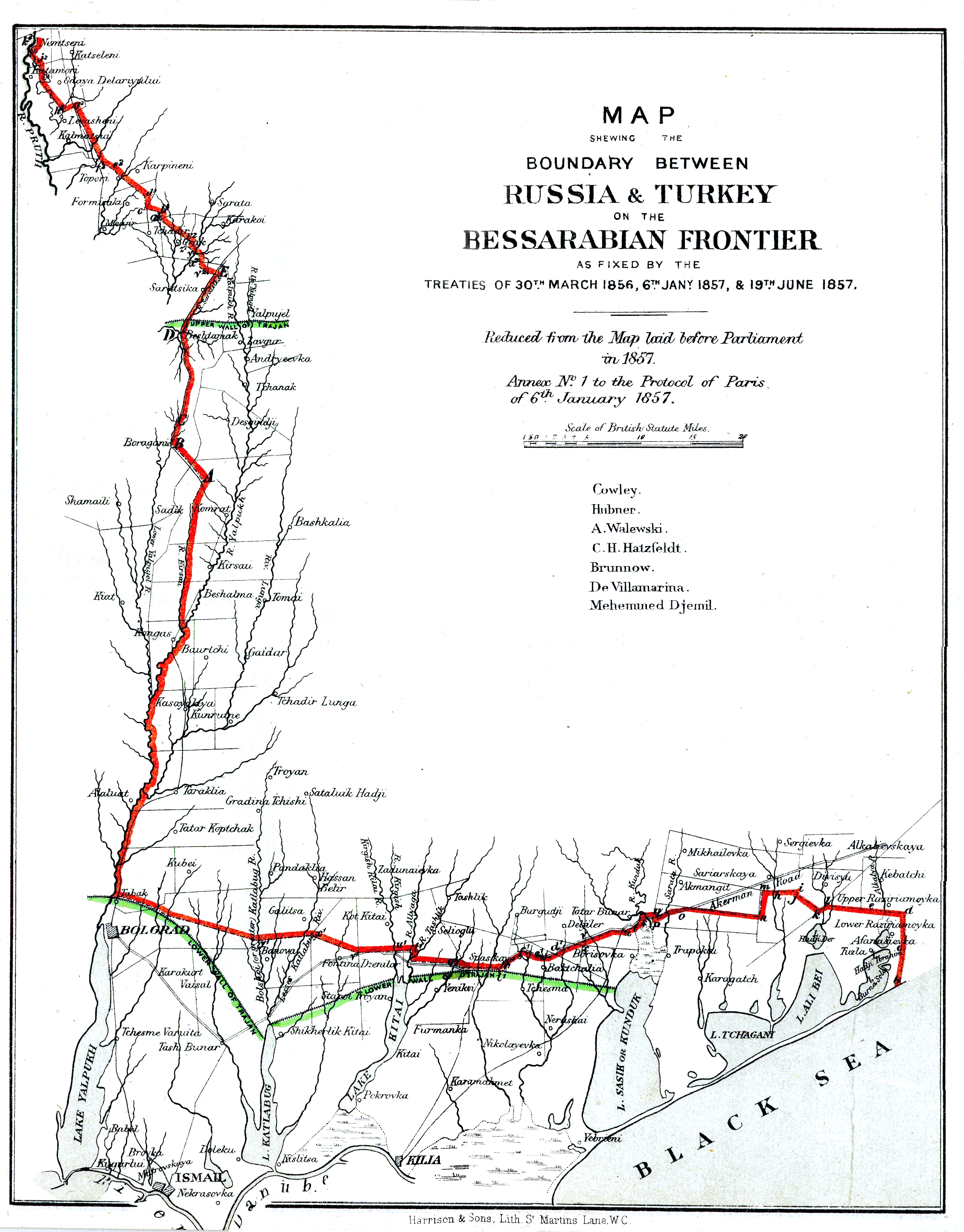
Vecchia mappa russa che mostra chiaramente il Vallo di Traiano Inferiore (in colore verde)

La struttura era fatta di muri di terra e palizzate, con un'elevazione di soli tre metri (che era per lo più erosa).
Il Vallo si estendeva dalla Romania Buciumeni-Tiganesti-Tapu a Stoicani e poi entra in Moldavia. Nella Moldavia meridionale si estendeva per altri 126 km dal villaggio di Vadul lui Isac nel distretto di Cahul presso il fiume Prut, per poi entrare in Ucraina e terminare al lago Sasyk presso Tatarbunar.
Alcuni storici ritengono che il Vallo Traiano meridionale raggiungesse la città di Tiras, quando venne annessa dall'imperatore Nerone: Infatti, durante gli scavi che hanno portato alla luce prove della costruzione originaria del I secolo è stata rinvenuta una moneta romana in bronzo.
Nel XIX secolo lo stemma dell'uyezd di Cahul della Bessarabia, nell'Impero russo, incorporava l'immagine del "Vallo di Traiano".

## Dibattito storico
Alcuni studiosi come Dorel Bondoc pensano che il muro sia stato costruito dai Romani, perché richiedeva una grande quantità di conoscenze e una forza lavoro che barbari come Atanarico non avevano.
Bondoc scrisse che «le enormi dimensioni [del Vallo] implicano la necessità di notevoli risorse materiali e umane, una condizione che poteva essere soddisfatta solo dall'Impero Romano [...] il periodo di tempo in cui fu costruito si estende da Costantino il Grande a Valentiniano I e Valente».
Alcuni studiosi, come Vasile Nedelciuc, sostengono che il muro di torba fu costruito inizialmente dai Romani durante il dominio di Nerone dal fiume Prut a Tyras, anche perché ha un fossato rivolto a nord. Egli sostiene che in seguito venne ampliato da Atanarico, ma solo fino alla laguna di Sasyk.